# Jean Stablinski

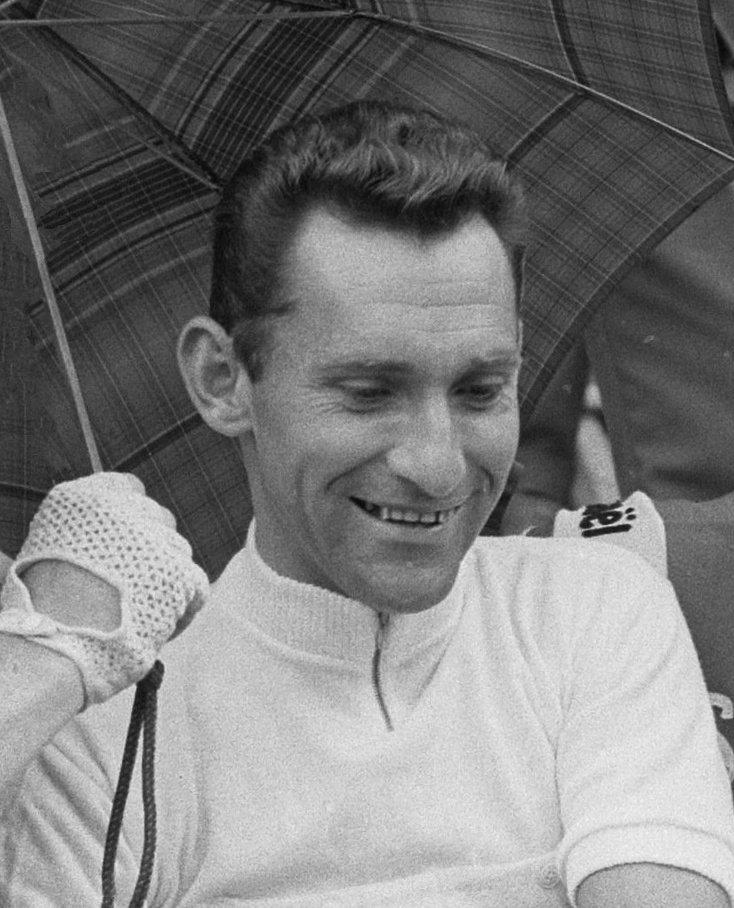
Jean Stablinski (1963)

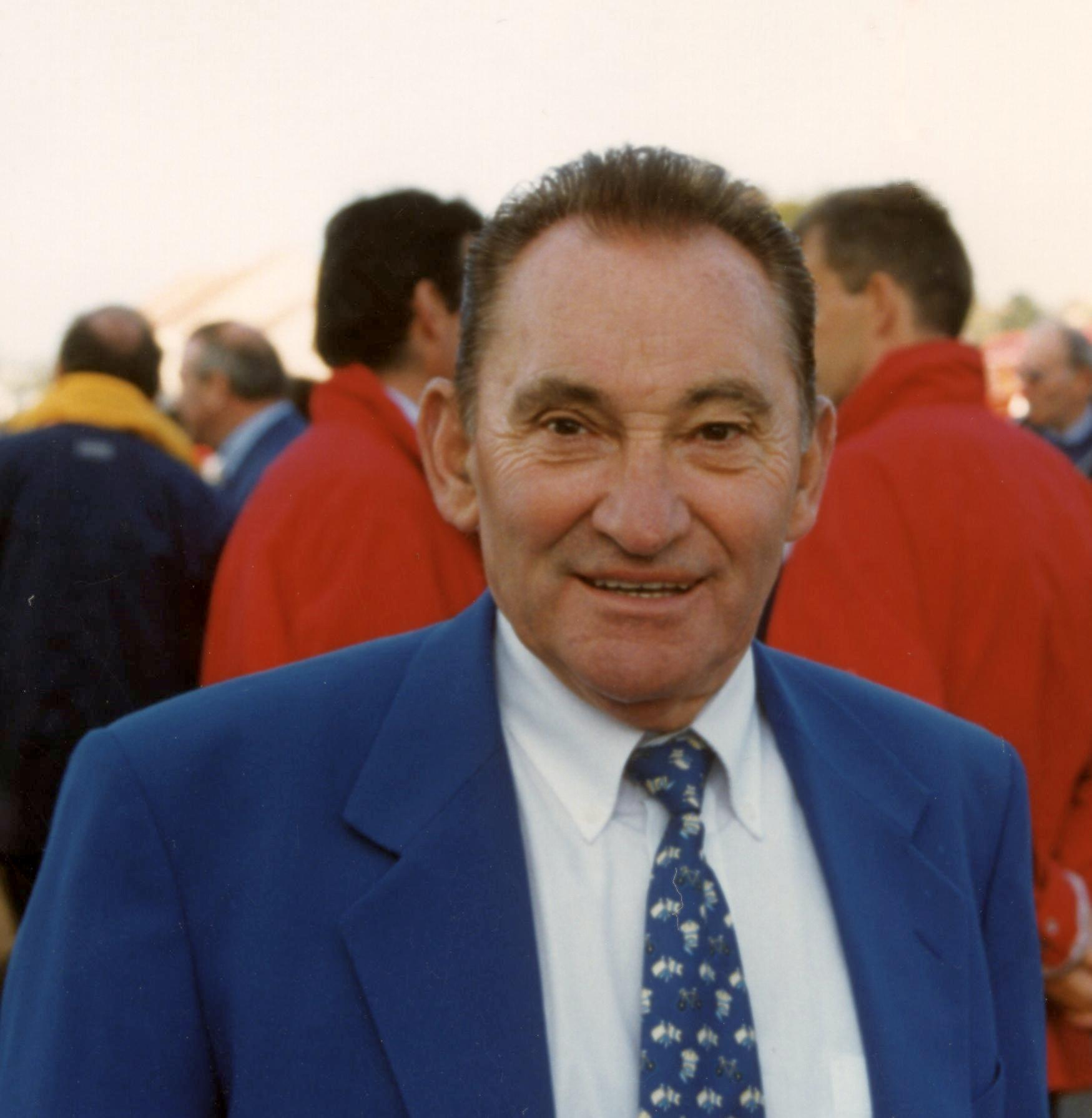
Stablinski im Jahre 1997

Jean Stablinski (* 21. Mai 1932 in Thun-Saint-Amand, Département Nord, Frankreich; † 22. Juli 2007 in Lille; eigentlich Jan Stablewski) war ein französischer Profi-Radrennfahrer.

## Leben
Jean Stablinski wuchs als Sohn polnischer Einwanderer im Kohlerevier Nordfrankreichs auf. Die Eltern waren 1924 aus Polen nach Frankreich ausgewandert. Als der Vater 1946 durch einen Arbeitsunfall ums Leben kam (in einem späteren Interview sprach er davon, dass sein Vater von der Gestapo umgebracht worden sei), begann der 14-Jährige zunächst in einer Verzinkerei, dann als Bergmann auf der Zeche Arenberg (franz.: fosse Auguste d’Arenberg) in Wallers zu arbeiten, um den Lebensunterhalt der Familie zu sichern. Daneben verdiente er sich mit Akkordeonspielen ein Rennrad und begann mit dem Radrennsport. Die Mutter soll das Hobby ihres Sohnes nicht toleriert und aus Wut darüber einmal einen Fahrradlenker zertrümmert haben. Mit 16 Jahren ließ Stablinski sich einbürgern und fuhr seine ersten Rennen. Bei der Internationalen Friedensfahrt 1952 gewann er zwei Etappen und wurde Gesamtdritter. Ebenfalls zwei Etappensiegen errang er bei der Belgien-Rundfahrt für Unabhängige 1952. 1953 erhielt er seinen ersten Profivertrag. Von 1958 bis 1967 fuhr er gemeinsam mit seinem Freund Jacques Anquetil in denselben Mannschaften, von 1962 bis 1964 auch mit Rudi und Willi Altig.
Achtmal fuhr Jean Stablinski das Rennen Paris–Roubaix. Seine besten Platzierungen waren die beiden fünfte Plätze 1956 und 1957. 1968 schlug er den Organisatoren von Paris–Roubaix die Durchfahrt des Waldes von Arenberg vor. In den Jahren zuvor waren immer mehr Straßen im Norden Frankreichs, auf denen ursprünglich Kopfsteinpflaster gelegen hatte, asphaltiert worden. Um den Charakter des Rennens zu erhalten, musste eine neue Strecke mit verbliebenen Pavé-Sektoren gefunden werden. Stablinski schlug den Weg durch Arenberg vor, da er in der Nähe aufgewachsen war und sie kannte, weil er sie als Jugendlicher auf dem Weg zur Arbeit auf der Zeche Arenberg täglich befahren hatte. 2008 enthüllte Jean-Marie Leblanc einen Gedenkstein für Stablinski an der südlichen Einfahrt zum Wald von Arenberg. Er war Förderer der Les Amis de Paris–Roubaix.
Stablinski – meist kurz Stab gerufen – wurde vor allem durch seinen viermaligen Gewinn der Französischen Meisterschaft im Straßenrennen sowie die zweimalige Vizemeisterschaft innerhalb von sechs Jahren bekannt, eine bis heute nicht wieder erreichte Erfolgsserie, was ihm den Beinamen Monsieur France einbrachte. In seiner Profikarriere von 1952 bis 1968 feierte er insgesamt 105 Profisiege und wurde Straßenweltmeister 1962, wohingegen er die Tour de France oder den Giro d’Italia nie gewinnen konnte. In der Tour de France 1957 gewann er die Sonderwertung Souvenir Henri Desgrange. In den Monumenten des Radsports erreichte er in der Lombardei-Rundfahrt 1965 den 3. Platz. Bei seiner letzten Tour 1968 war sein Dopingtest positiv auf Amphetamine und er wurde für einen Monat gesperrt.
Seine Profikarriere endete 1968. Nach dem Ende seiner Profikarriere wurde er für sechs Jahre Teamchef bei der französischen Equipe Sonolor-Lejeune. Zu seinen Entdeckungen gehörten Lucien Van Impe und Bernard Hinault.
Jean Stablinski verstarb am 22. Juli 2007 nach langer und schwerer Krankheit im Alter von 75 Jahren.

## Familie
Jean Stablinskis Sohn Jacques Stablinski (* 1956) gewann als Amateur 1975 die französische Meisterschaft im Straßenrennen. Er wurde ebenfalls Profi-Radrennfahrer und fuhr unter anderem für das Radsportteam Gitane-Campagnolo, Sein Spitzname war Le petit Stab, doch er konnte nicht an die Erfolge des Vaters anknüpfen.

## Ehrungen
2012 wurde in Roubaix das nach ihm benannte Vélodrome Couvert Régional Jean Stablinski eröffnet.

## Erfolge
| 1952 - zwei Etappen Friedensfahrt 1953 - Französischer Militär-Meister 1954 - Paris–Bourges 1956 - Tour du Sud-Est 1957 - eine Etappe Tour de France - Gesamtwertung Tour de l’Oise - Grand Prix de Fourmies 1958 - Gesamtwertung und zwei Etappen Vuelta a España 1960 - eine Etappe Giro d’Italia - Französischer Meister – Straßenrennen - Grand Prix d’Orchies 1961 - eine Etappe Tour de France 1962 - Weltmeister – Straßenrennen - eine Etappe Tour de France - eine Etappe Vuelta a España - Französischer Meister – Straßenrennen | 1963 - eine Etappe Vuelta a España - Paris-Brüssel - eine Etappe Critérium du Dauphiné Libéré - Französischer Meister – Straßenrennen 1964 - eine Etappe Tour de France - Französischer Meister – Straßenrennen 1965 - Rund um den Henninger-Turm - Gesamtwertung und eine Etappe Paris–Luxembourg - Gesamtwertung Belgien-Rundfahrt - eine Etappe Midi Libre - Grosser Preis des Kantons Aargau - Trofeo Baracchi (mit Jacques Anquetil) 1966 - Amstel Gold Race - Grand Prix d’Isbergues - eine Etappe Giro di Sardegna 1967 - eine Etappe Tour de France - eine Etappe Giro d’Italia - eine Etappe 4 Jours de Dunkerque 1968 - Grand Prix de Denain |